# Wilhelm Reisinger
Wilhelm Reisinger (* 30. Juni 1958 in Pösing) ist ein ehemaliger deutscher Fußballspieler, der als Stürmer in Deutschland, Belgien und Österreich spielte.

## Karriere

### Vereine
Aus der Jugend des ASV Cham hervorgegangen, erhielt Reisinger als 18-Jähriger einen Lizenzspielervertrag beim Bundesligisten FC Bayern München. In vier Spielzeiten kam er jedoch in nur neun Bundesligaspielen zum Einsatz. Sein erstes Spiel bestritt er am 26. März 1977 (27. Spieltag) beim 1:0-Sieg im Heimspiel gegen Werder Bremen. Sein einziges Bundesligator erzielte er am 9. Juni 1979 (34. Spieltag) beim 2:1-Sieg im Auswärtsspiel gegen den Hamburger SV – sein Führungstreffer zum 1:0 in der 73. Minute gelang ihm eine Minute nach seiner Einwechslung für Kurt Niedermayer. Ein weiteres Tor gelang ihm am 27. Mai 1978 im letzten Spiel der Gruppe 2 in der einmaligen Sonderveranstaltung des Intertoto-Cup-Wettbewerbs bei der 1:3-Rückspiel-Niederlage gegen den MTK Budapest FC im Olympiastadion München mit dem Ausgleich in der 70. Minute; von den sechs Gruppenspielen bestritt er vier.
In der Saison 1979/80 absolvierte er ebenfalls nur vier Ligaspiele, aber auch je ein Spiel im DFB-Pokal (am 25. August 1979, beim 10:1 über den FC Östringen) und im UEFA-Pokal (am 3. Oktober 1979, beim 2:2-Unentschieden im Heimspiel gegen FC Bohemians Prag). Am Ende der Saison wurde er mit dem FC Bayern München Deutscher Meister.
In der Folgesaison – auf Leihbasis für ein Jahr in die 2. Bundesliga Süd zu den Stuttgarter Kickers gewechselt – kam er auf 23 Einsätze (fünf Tore) und erzielte gleich am ersten Spieltag, am 5. August 1980, beim 1:1-Unentschieden im Auswärtsspiel gegen die SpVgg Fürth mit dem Führungstreffer in der 57. Minute sein erstes Tor.
1981 wechselte Reisinger zum Erstdivisionär KV Mechelen nach Belgien, wo er vier Jahre lang Stammspieler war. In der Spielzeit 1982/83 sorgte er mit 30 Toren in 30 Einsätzen für den Wiederaufstieg des KV Mechelen aus der 2. Division in die 1. Division. Zur Saison 1985/86 kehrte er nach Deutschland zum Zweitligisten Tennis Borussia Berlin zurück. Vom 17. August 1985 (4. Spieltag) bis zum 19. April 1986 (33. Spieltag) bestritt Reisinger 21 Zweitligaspiele und erzielte sechs Tore.
Danach wechselte er nach Österreich und absolvierte eine Saison für die SpG Bregenz-Dornbirn in der 2. Division. Nachdem die fusionierte Spielgemeinschaft nach den Ausscheidungsspielen als Sechstplatzierter abgestiegen war, schloss er sich zur Saison 1987/88 dem Zweitligaaufsteiger Kapfenberger SV an. Nachdem auch dieser Verein die Klasse nicht halten konnte (Abstieg als Siebtplatzierter) kehrte er nach Deutschland zurück. Reisinger spielte für die SpVgg Weiden und ließ seine Karriere beim Bayernligisten 1. FC Schweinfurt 05 ausklingen.

### Nationalmannschaft
Zwischen dem 27. August 1975 (2:1-Sieg gegen Frankreich in Royan) und dem 1. Juni 1976 (3:2-Sieg gegen die Tschechoslowakei in Balatonfűzfő) bestritt Reisinger elf Spiele (10 davon in Folge!) für die U-18-Nationalmannschaft.